# Гидраргиллит
Гидраргилли́т, гиббсит (англ. Gibbsite, греч. hydor + argillos, вода и белая глина) — минерал с химической формулой γ-Al(OH)3 (иногда α-Al(OH)3). Содержит 65,4 % глинозёма (Al2O3). Входит в состав бокситовых руд вместе с другими гидроксидами алюминия (такими, как диаспор и бёмит) и железа. Встречается на Урале, в Вилларикке (Италия), Массачусетсе (штат Нью-Йорк), Пенсильвании.
Молекулярная структура слоистая: между двулистных пакетов (OH) размещены ионы Al3+.
Сингония гидраргиллита моноклинная. Вид симметрии призматический. Очень похож на диаспор и слюду. Образуется за счёт выветривания алюмосиликатов, хемогенным путём. Входит в состав бокситов и является основной рудой на алюминий.